# فرودگاه بین‌المللی روتا
فرودگاه بین‌المللی روتا (به انگلیسی: Rota International Airport) یک فرودگاه همگانی بهره‌برداری هوایی با کد یاتا ROP است که یک باند فرود آسفالت دارد و طول باند آن ۱۸۲۹ متر است. این فرودگاه در شهر جزیره روتا کشور جزایر ماریانای شمالی قرار دارد و در ارتفاع ۱۸۵ متری از سطح دریا واقع شده است.

## شرکت‌های هواپیمایی و مقصدهای پروازی

### مسافری
| شرکت‌های هواپیمایی | مقصدهای پروازی           |
| ----------------- | ------------------------ |
| Star Marianas Air | انتونیو بی وان پت، سایپن |
| یونایتد اکسپرس    | انتونیو بی وان پت، سایپن |